# Ai Kakuma
Ai Kakuma (加隈 亜衣?, Kakuma Ai; Prefettura di Fukuoka, 9 settembre 1988) è una doppiatrice giapponese, nota come seiyū di anime e videogiochi.

## Doppiaggio

### Anime
- Campione! (2012): Hikari Mariya
- Aikatsu! (2013): Noeru Otoshiro
- Dog & Scissors (2013): Hami Ōsawa
- Kamisama no inai nichiyōbi (2013): Memepo & Mimieta Gedenburg
- Aldnoah.Zero (2014): Nina Klein
- Amagi Brilliant Park (2014): Isuzu Sento
- Mō hitotsu no mirai o (2014): Fyūto
- Terra Formars (2014): Erika Nakanojō
- Wixoss (2014): Ruko Kominato
- Bikini Warriors (2015): Maga
- God Eater (2015): Iroha Utsugi
- High School DxD BorN (2015): Rossweisse
- Maria the Virgin Witch (2015): Anne
- Mikagura School Suite (2015): Asuhi Imizu
- Momokuri (2015): Yuki Kurihara
- Rokka: Braves of the Six Flowers (2015): Chamot Rosso
- Utawarerumono: itsuwari no kamen (2015): Rulutieh
- 12-sai. (2016): Hanabi Ayase
- D.Gray-man Hallow (2016): Lenalee Lee
- The Asterisk War (2016): Julis-Alexia van Riessfeld
- A Sister's All You Need. (2017): Miyako Shirakawa
- Clockwork Planet (2017): RyuZU
- Konohana kitan (2017): Sakura
- Mobile Suit Gundam: Iron-Blooded Orphans (2017): Almiria Bauduin
- Netsuzou Trap (2017): Yuma Okasaki
- Seven Mortal Sins (2017): Belphegor
- Ghost Inn - La locanda di Yuna (2018): Nonko Arahabaki
- High School DxD Hero (2018): Rossweisse
- Overlord (2018): Leinas Rockbruise
- Island (2018): Momoka Yamabuki
- Last Period (2018): Erika
- Arifureta shokugyō de sekai saikyō (2019): Aiko Hatayama
- Healin' Good ♥ Pretty Cure (2020): Rabirin
- Dokyū Hentai HxEros (2020): Kirara Hoshino
- Maō Gakuin no Futekigōsha (2020): Menou Historia
- Mushoku Tensei (2021): Eris Boreas Greyrat
- That Time I Got Reincarnated as a Slime (2021): Albis
- Hirogaru Sky! Pretty Cure (2023): Mashiro Nijigaoka/Cure Prism
- The Magical Revolution of the Reincarnated Princess and the Genius Young Lady (2023): Ilia Coral
- The Grimm Variations (2024): Cat
- Dragon Ball Daima (2024): Chichi (bambina)
- Bullet/Bullet (2025): Afternoon Tea

### Videogiochi
- BlazBlue: Continuum Shift (2009): Operatore B
- Hakuisei ren'ai shōkōgun (2011): Clarice
- Ciel Nosurge (2012): Ion
- Conception (2012): Alfie
- Ar nosurge: Ode to an Unborn Star (2014): Ion
- Granblue Fantasy (2014): Cidala, La Coiffe
- High School DxD New Fight (2014): Rossweisse
- Fire Emblem: Fates (2015): Flora
- Megadimension Neptunia VII (2015): God Eater
- Nurse Love Addiction (2015): Nao Osachi
- Fire Emblem: Fates (2015): Flora
- Fate/Grand Order (2015): Assassin/Kiichi Hougen
- Utawarerumono: Mask of Deception (2015): Rulutieh
- Tokyo Xanadu (2015): Sora Ikushima
- Criminal Girls 2: Party Favors (2015): Kuroe
- Valkyrie Drive: Bhikkhuni (2015): Echigoya
- Etrian Odyssey V: Beyond the Myth (2016): Lili
- I am Setsuna (2016): Setsuna
- Island (2016): Momoka Yamabuki
- Reco Love (2016): Yuina
- The King of Fighters XIV (2016): Yuri Sakazaki
- Uppers (2016): Karen Takebayashi
- Utawarerumono: Mask of Truth (2016): Rurutie
- Fire Emblem Heroes (2017): Epharim (giovane), Flora, Edelgard von Hresvelg
- Azur Lane (2017): HMS Unicorn, IJN Takao, HMS Exeter, Rurutie
- SINoALICE (2017): Catwoman/Selina Kyle
- Blue Reflection (2017): Sarasa Morikawa
- Fire Emblem Heroes (2017): Flora, Ephraim (giovane), Edelgard von Hresvelg
- Shinobi Master Senran Kagura: New Link (2017): Rossweisse
- Muse Dash (2018): El_Clear
- The King of Fighters: All Star (2018): Yuri Sakazaki
- SNK Heroines: Tag Team Frenzy (2018): Yuri Sakazaki
- Utawarerumono Zan (2018): Rurutie
- Dragalia Lost (2018): Lucretia
- Super Smash Bros. Ultimate (2018): Mii Fighter Type 6
- Super Robot Wars T (2019): Rami Amasaki
- Arknights (2019): Frostleaf
- Fire Emblem: Three Houses (2019): Edelgard von Hresvelg
- Pokémon Masters EX (2019): Notturna
- Genshin Impact (2020): Rosaria
- Blue Archive (2021): Utazumi Sakurako
- Blue Reflection: Second Light (2021): Sarasa Morikawa
- The King of Fighters XV (2022): Yuri Sakazaki
- Soul Tide (2022): Andrea
- Fire Emblem Warriors: Three Hopes (2022): Edelgard von Hresvelg
- AI: The Somnium Files - nirvanA Initiative (2022): Tama
- Trinity Trigger (2022): Noire
- Goddess of Victory: Nikke (2022): Ludmilla, Laplace
- Fire Emblem: Engage (2023): Edelgard von Hresvelg
- 404 GAME RE:SET (2023): Out Run
- Dragon Quest Monsters: Il Principe oscuro (2023): Orifiela
- Another Code: Recollection (2024): Janet Rice, Kelly Crusoe
- Unicorn Overlord (2024): Leah
- Dragon's Dogma 2 (2024): Nadinia, Doireann
- Eiyuden Chronicle: Hundred Heroes (2024): Isha
- Romancing SaGa 2: Revenge of the Seven (2024): Therese
- Monster Hunter Wilds (2025): Voce Cacciatore 6 [1]
- Fatal Fury: City of the Wolves (2025): Yuri Sakazaki, Marie Heinlein
- Rune Factory: Guardians of Azuma (2025): Woolby
- No Sleep For Kaname Date - From AI: The Somnium Files (2025): Tama